# Thế kỷ 4
Thế kỷ 4 là khoảng thời gian tính từ thời điểm năm 301 đến hết năm 400, nghĩa là bằng 100 năm, trong lịch Gregory.